# Claës Rundberg
Claës Rundberg (n. 14 noiembrie 1874, Q10576070⁠(d), Comitatul Jönköping, Suedia – d. 27 mai 1958, Säby församling, Linköpings stift⁠(d), Comitatul Jönköping, Suedia) a fost un trăgător de tir ce a reprezentat Suedia, medaliat olimpic. A participat la o ediție a Jocurilor Olimpice (1908) în care a câștigat o medalie de argint.

## Participări
Lista de mai jos prezintă principalele competiții la care a participat Claës Rundberg de-a lungul carierei.
- shooting at the 1908 Summer Olympics – men's 300 metre free rifle, team[*]